# Lasha Talajadze
Lasha Talajadze (en georgiano: ლაშა ტალახაძე; Sachjere, 2 de octubre de 1993) es un político y deportista georgiano que compite en halterofilia; tres veces campeón olímpico, siete veces campeón mundial y siete veces campeón europeo.

## Trayectoria
Participó en tres Juegos Olímpicos de Verano, obteniendo tres medallas de oro, en Río de Janeiro 2016 (+105 kg), en Tokio 2020 (+109 kg) y en París 2024 (+102 kg).
Ganó siete medallas de oro en el Campeonato Mundial de Halterofilia entre los años 2015 y 2022, y siete medallas de oro en el Campeonato Europeo de Halterofilia entre los años 2016 y 2023.
En el Campeonato Mundial de 2021 estableció tres nuevas plusmarcas mundiales en la categoría de +109 kg: 225 kg en arrancada, 267 kg en dos tiempos y 492 kg en el total.
Fue el abanderado de Georgia en las ceremonias de apertura de los Juegos Olímpicos de Tokio 2020 y París 2024 (en ambas ocasiones con la tiradora Nino Salukvadze).
Fue condecorado con la Orden Presidencial de Excelencia de Georgia (2016) y la Orden de la Victoria de San Jorge (2024).
En las elecciones de 2024 fue elegido diputado del Parlamento de Georgia por el partido Sueño Georgiano.

## Palmarés internacional
| Juegos Olímpicos   | Juegos Olímpicos         | Juegos Olímpicos | Juegos Olímpicos |
| Año                | Lugar                    | Medalla          | Categoría        |
| ------------------ | ------------------------ | ---------------- | ---------------- |
| 2016               | Río de Janeiro (Brasil)  | Medalla de oro   | +105 kg          |
| 2020               | Tokio (Japón)            | Medalla de oro   | +109 kg          |
| 2024               | París (Francia)          | Medalla de oro   | +102 kg          |
| Campeonato Mundial |                          |                  |                  |
| Año                | Lugar                    | Medalla          | Categoría        |
| 2015               | Houston (Estados Unidos) | Medalla de oro   | +105 kg          |
| 2017               | Anaheim (Estados Unidos) | Medalla de oro   | +105 kg          |
| 2018               | Asjabad (Turkmenistán)   | Medalla de oro   | +109 kg          |
| 2019               | Pattaya (Tailandia)      | Medalla de oro   | +109 kg          |
| 2021               | Taskent (Uzbekistán)     | Medalla de oro   | +109 kg          |
| 2022               | Bogotá (Colombia)        | Medalla de oro   | +109 kg          |
| 2023               | Riad (Arabia Saudita)    | Medalla de oro   | +109 kg          |
| Campeonato Europeo |                          |                  |                  |
| Año                | Lugar                    | Medalla          | Categoría        |
| 2016               | Førde (Noruega)          | Medalla de oro   | +105 kg          |
| 2017               | Split (Croacia)          | Medalla de oro   | +105 kg          |
| 2018               | Bucarest (Rumania)       | Medalla de oro   | +105 kg          |
| 2019               | Batumi (Georgia)         | Medalla de oro   | +109 kg          |
| 2021               | Moscú (Rusia)            | Medalla de oro   | +109 kg          |
| 2022               | Tirana (Albania)         | Medalla de oro   | +109 kg          |
| 2023               | Ereván (Armenia)         | Medalla de oro   | +109 kg          |